# Майкл Морбиус (Вселенная Человека-паука от Sony)
Доктор Майкл Мо́рбиус (англ. Dr. Michael Morbius) — персонаж медиафраншизы «Вселенная Человека-паука от Sony». Является адаптированной версией одноимённого антигероя Marvel Comics, созданного Роем Томасом и Гилом Кейном. Роль исполнил Джаред Лето. Морбиус изображён как учёный, страдающий от редкого заболевания крови и, в надежде излечиться, пробует опасное лекарство, которое превращает его в вампира.
За исполнение своей роли Джаред Лето получил антипремию «Золотая малина» в категории «Худшая мужская роль».

## Создание образа

### Первое появление персонажа
Дебют Морбиуса состоялся в комиксе The Amazing Spider-Man #101, опубликованном в 1971 году. Его появление обусловлено отменой организацией Comics Code Authority запрета на разработку комиксов с участием вампиров и других сверхъестественных персонажей. 101-й выпуск серии о Человеке-пауке был написан Роем Томасом, так как главный редактор Стэн Ли был занят созданием так и не вышедшего научно-фантастического фильма.

### Предыстория в кино
В 2000 году Marvel заключила соглашение о совместном предприятии с Artisan Entertainment, чтобы адаптировать как минимум 15 супергероев в фильмах, телесериалах и интернет-проектах. Эти франшизы включали адаптацию Морбиуса; однако проекты остались не реализованы.
Морбиус появился в удалённой сцене картины «Блэйд» (1998), где его сыграл Стивен Норрингтон, режиссёр фильма. Данная сцена была включена в качестве бонусного материала на DVD. Marvel отказала Гильермо дель Торо, режиссёру фильма «Блэйд 2» (2002), в правах на использование Морбиуса.

### Кастинг и исполнение

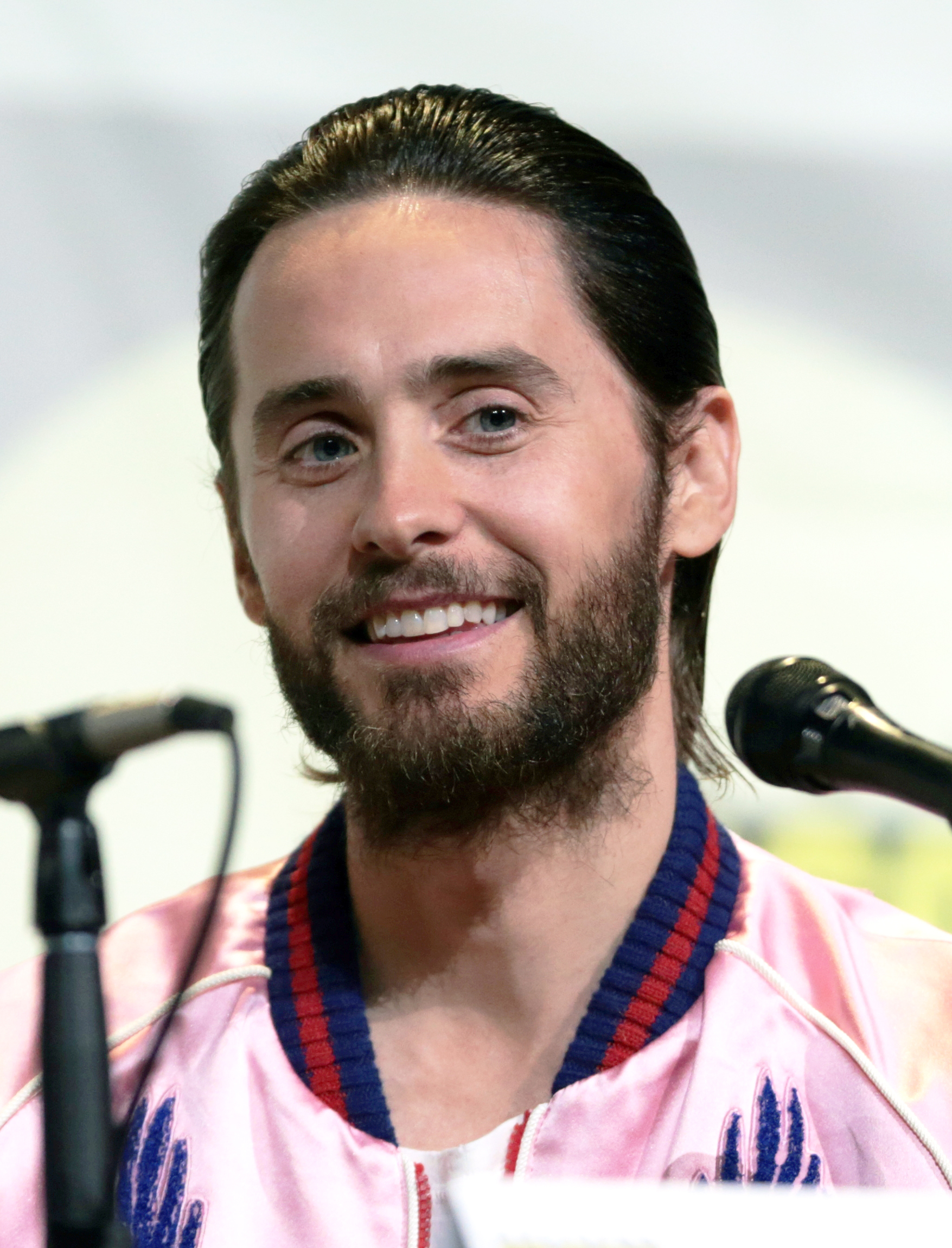
Джаред Лето, исполнитель роли Майкла Морбиуса

Первоначально Джаред Лето не был заинтересован в роли Морбиуса и не хотел сниматься в фильме, однако впоследствии согласился, увидев, что проект стал двигаться в правильном направлении. Актёр лично встретился с несколькими кандидатами на пост режиссёра. В мае 2018 года, во время тура группы Thirty Seconds to Mars в Германии, Лето встретился с Даниэлем Эспиносой. В июне участие Лето и Эспиносы в разработке ленты было подтверждено. По словам продюсера Мэтта Толмака, Джаред привнёс в фильм ту «напряжённость», какую придал картине DC «Отряд самоубийц» 2016 года (там Лето сыграл Джокера).

### Внешний вид и специальные эффекты
В марте 2022 года супервайзер визуальных эффектов Мэттью Э. Батлер сообщил, что для изображения вампирической формы Морбиуса была использована технология захвата движения. Эспиноса отметил, что при визуализации способностей Морбиуса специалисты по спецэффектам вдохновлялись аниме «Покемон», подчеркнув освещение и цветовую гамму в сценах демонстрации сил Морбиуса и Майло.

## Биография персонажа

### Превращение в вампира
Майкл Морбиус — 10-летний мальчик, страдающий редким заболеванием крови. В греческой больнице он встречает нового пациента — Люсиана, у которого аналогичная болезнь крови, и даёт ему имя Майло. Их приёмный отец и директор больницы Эмиль Николас устраивает Майкла в медицинскую школу в Нью-Йорке и продолжает заботиться о Майло.
25 лет спустя Майкл публично отказывается от Нобелевской премии за работу с искусственной кровью. Он захватил десятки вампировых летучих мышей из Коста-Рики в надежде соединить их гены со своими собственными, чтобы вылечить себя и других людей, страдающих этим заболеванием. Сообщив Николасу и Майло о предстоящем эксперименте, Майкл получает финансирование на оснащение оборудованием частного наёмного судна в открытом море. Лекарство приходит в действие и излечивает Майкла, однако даёт побочный эффект и он превращается в вампира. Морбиус устраняет и обескровливает всех членов экипажа, оставив в живых Мартину. Жажда крови утихает, Майкл приходит в сознание, стирает записи с камер видеонаблюдения и, подав сигнал SOS, покидает судно, прыгнув за борт.
Морбиус возвращается в Нью-Йорк. Путём экспериментов он обнаруживает у себя сверхчеловеческие силу, скорость и рефлексы, а также способность к эхолокации. Свою жажду крови он утоляет употреблением искусственной крови, однако с течением времени она теряет свои свойства. Узнав, что Майкл излечился, Майло приходит в его лабораторию и просит аналогичное лекарство, но получает отказ. Морбиус навещает в больнице пострадавшую на судне Мартину и сталкивается со Страудом и Родригесом, желающими его допросить. Морбиус пытается сбежать от агентов, однако его арестовывают по подозрению в убийстве медсестры. В тюрьме Майкла посещает Майло. Поняв, что Майло использовал лекарство, Морбиус сбегает с целью остановить его. Майло признаётся в убийствах и обусловливает это жаждой крови. Не желая причинять ему боль, Майкл сбегает.
Морбиус находит новую лабораторию и создаёт антикоагулянт, способный убить Майло. Также, после его смерти, Майкл планировал использовать препарат на себе из-за неспособности сопротивляться своей жажде крови. Страуд и Родригес находят видеозапись одного из нападений Майло и публикуют её в СМИ. Морбиусу звонит смертельно раненный Николас и просит остановить Майло, который в это же время нападает на Мартину. Майкл прибывает к возлюбленной, однако она умирает у него на руках. После короткой битвы с врагом Морбиус вызывает стаю летучих мышей, которые впоследствии сдерживают Майло и Майкл вводит ему антикоагулянт. Майло умирает, после чего окружённый летучими мышами Морбиус улетает в неизвестном направлении.
Через некоторое время Майклу назначает встречу переместившийся из другой вселенной Эдриан Тумс и предлагает сформировать команду.

## Реакция
Выступление Джареда Лето в роли Майкла Морбиуса получило преимущественно положительные отзывы критиков. Лиа Гринблатт из Entertainment Weekly сказала, что Лето «попадает в нужные ноты страха и тоски в удивительно сдержанном исполнении», а Стефани Захарек из Time считает, что в исполнении Лето есть «тихо вибрирующая уязвимость». Дэвид Руни из The Hollywood Reporter сказал, что фильм «только с перерывами соответствует интенсивности» игры Лето. Были и более сдержанные отзывы. Рецензируя фильм для Collider, Эмма Кили посчитала, что «ни один персонаж не имеет веса или глубины». В свою очередь Мэтт Донато из IGN неблагоприятно сравнил торжественное выступление Лето с «кэмповым» выступлением Тома Харди в фильмах о Веноме, написав, что Лето «воспринимает всё смертельно серьёзно, что в конечном счёте вредит ему».
После выхода фильма Морбиусу стали посвящать интернет-мемы с его коронной фразой — «It’s morbin’ time» (с англ. — «Время морбить»).

### Награды
| Год  | Фильм     | Актёр       | Награда        | Категория           | Результат | Прим.  |
| ---- | --------- | ----------- | -------------- | ------------------- | --------- | ------ |
| 2023 | «Морбиус» | Джаред Лето | Золотая малина | Худшая мужская роль | Победа    | [ 26 ] |

## В других медиа
Морбиус в исполнении Лето появился в веб-сериале «The Daily Bugle», который входит в медиафраншизы «Кинематографическая вселенная Marvel» и «Вселенная Человека-паука от Sony». Были использованы кадры из фильма «Морбиус» (2022).

## Будущее
В январе 2021 года Джаред Лето рассказал, что у Морбиуса есть потенциал появиться в будущем проекте вместе с Блэйдом, роль которого досталась Махершале Али в КВM. В декабре 2021 года, обсуждая концепцию мультивселенной в кинокомиксе Кинематографической вселенной Marvel «Человек-паук: Нет пути домой», Лето предположил, что его персонаж может появиться в одном из будущих фильмов, где будет фигурировать Зловещая шестёрка. Том Холланд также заинтересовался тем, чтобы его версия Человека-паука сразилась с Морбиусом, а продюсеры Кевин Файги и Эми Паскаль подтвердили интерес к потенциальному фильму с участием Лето и Али.

### Комментарии
1. ↑  Тумс был перенесён из Кинематографической вселенной Marvel во Вселенную Человека-паука от Sony из-за событий фильма «Человек-паук: Нет пути домой» (2021)[11].